# Jhonen Vasquez
Jhonen Vásquez (San José, 1 de septiembre de 1974), también conocido por su seudónimo Chancre Scolex, es un creador de cómics estadounidense conocido como el autor de la serie de cómics alternativos publicado por Slave Labor Graphics como Johnny the Homicidal Maniac, I Feel Sick, Fillerbunny, Bad Art Collection, y Squee!, así como el creador y escritor de la serie animada Invasor Zim.

## Biografía
Nació en San José. Asistió al Instituto Mount Pleasant, donde pasaba la mayor parte de su tiempo de clase dibujando en blocs de notas. Participó en una competición que consistía en diseñar una nueva imagen para la mascota de su escuela, sin embargo los jueces lo rechazaron. 
Al dorso de un dibujo preliminar que él había elaborado para la competición, se hallaba su primer bosquejo del personaje que más tarde sería Johnny C. (Johnny el maniaco homicida).
El periódico de su instituto publicó un número de sus tiras titulado: Johnny the Little Homicidal Maniac (Johnny el pequeño maniaco homicida).
Vásquez también creó a Happy Noodle Boy, mientras asistía a Mount Pleasant. Según cuenta él, siempre le pedían tiras cómicas o dibujos.
Pero él no podía dibujar tan rápido como solicitaban. Así, que trato de crear la peor abominación que se podría hacer de un cómic, para que dejaran de insistirle. Y una de aquellas abominaciones resultó ser Happy Noodle Boy. 
Después de la graduación en 1992, Vásquez continúo como estudiante de cine en Anza College en Cupertino, California, sin embargo, pronto dejó Anza para seguir una carrera como dibujante profesional.
A principios de los años 1990 la revista Carpe Noctem publicó tiras de una página que destacaban a JTHM . Slave Labor Graphics comenzó a publicar una serie de tiras del cómic JTHM en 1995. El primer cómic de Vásquez, fue Johnny The Homicidal Maniac, de él se hicieron siete publicaciones y fue elaborado como un libro de tapa dura. La cubierta tiene el logo “Z?”, que quiere decir “question sleep”, este logo aparece con frecuencia en los trabajos de Vásquez. El cómic trata de como Johnny busca el significado de su vida, una búsqueda que con frecuencia conduce al asesinato de aquellos que están a su alrededor.
El siguiente proyecto de Vásquez fue The Bad Art Collection, un cómic de 16 páginas. Jhonen dijo que lo realizó mientras estaba en el instituto (para desalentar a sus compañeros de clase que constantemente le pedían dibujos).
En 1995 Vásquez encontró a Roman Dirge, Rikki Simons, y Tavisha Wolfgarth-Simons en Alternative Press Expo. Dirge más tarde colaboró en Invasor Zim como escritor y en el diseño de algunos personajes de relleno, mientras que Rikki Simons hizo la voz del robot GIR y ayudo a colorear parte del piloto.
En 1997, Vásquez realizó Squee!, un personaje de JTHM, que ahora contaba con su propia serie de cuatro publicaciones. Este cómic trata de un niño con una pésima suerte, ya que su madre (siendo una drogadicta) le ignora y a veces duda de su existencia, su padre lo odia (ya que según él le arruinó la vida), siempre es tratado de secuestrar por extraterrestres o por vagos sucios (hasta lo han intentado violar sexualmente). La versión comercial destaca la imagen de la cubierta del cómic con las palabras”Buy me or I’ll die!” (‘‘¡Comprame o moriré!”).
El siguiente proyecto de Vásquez fue “I Feel Sick“, es un cómic lleno de color, escrito y dibujado por el pero coloreado por Rikki Simons. Gira alrededor de Devi (otro personaje de JTHM) y de sus reparticiones con las mismas fuerzas supernaturales y/o psicológicas que condujeron Johnny a la locura.
En marzo de 2005 Slave Labor publicó tres tiras del mini cómic Fillerbunny. Este mini cómic es un derivado de un cómic de relleno diseñado para sustituir una página libre, que por lo general se reservaba al espacio de publicidad en las tiras cómicas de Squee!. 
Fillerbunny es un conejito rosa genéticamente creado para experimentar toda clase de procedimientos dolorosos y sádicos. Para que siempre este feliz y así entretener a cierta audiencia, le ponen continuamente una inyección (de la felicidad). A él le duele la cabeza de tal modo que suplica su muerte. Si Fillerbunny muere lo restablecen. Su gran deseo es morir para siempre o tener un amigo al que no le den un balazo cada cinco minutos, y que viva con él por el resto de su vida.
Después del éxito de Squee!, la productora de "Oye Arnold!" se acercó a Vásquez y le pregunto si no quisiera empezar a producir una serie animada de televisión, Invasor Zim, que fue cancelada después de poco más de un año; sólo se transmitieron 27 episodios (por los claros problemas que tenía Vásquez con los productores de Nickelodeon, canal que transmitía la serie). En la actualidad esta es una serie de culto.
El 11 de mayo de 2004, Anime Works realizó el DVD volumen. 1 de Invasor Zim, este contiene los nueve primeros episodios más un comentario de audio hecho por Vásquez y miembros del equipo, incluyendo a Richard Steven Horvitz, Rikki Simons, Melissa Fahn, Wally Wingert, Andy Berman, y Kevin Manthei. La compañía realizó el volumen. 2 el 31 de agosto de 2004, el vol. 3 el 12 de octubre de 2004, y un Boxed set el 12 de abril de 2005 (el cual era una caja de dibujos que simulaba ser la casa de Zim).
Vásquez también dirigió el vídeo musical ”Shut Me Up” para la banda Mindless Self Indulgence, y ha declarado que actualmente trabaja sobre una película.
Muchos de los personajes en las historietas de Vásquez son sumamente geométricos y delgados al punto de casi ser figuras de palo. Vásquez a menudo transporta temas pesimistas, aunque estos elementos más oscuros a menudo son usados para objetivos de parodia y sátira.
Estilos similares pueden ser encontrados en muchos de sus personajes, incluyendo las repetidas referencias que hace al alce de América, la carne, chihuahuas, monos, tacos, “cerditos”, queso, la obesidad mórbida, etc.
Los protagonistas en sus tiras cómicas son, de un modo simple, personajes insanos dirigiendo su locura a otros objetos e intentando sobrevivir en un mundo totalmente insano. David Cronenberg y Kurt Vonnegut han influido en su trabajo, así como Franz Kafka, H. R. Giger, y H. P.. Jhonen es un admirador de David Lynch.
En sus trabajos a menudo figura una narrativa exterior en forma de notas y comentarios que se encarga de dejar en las esquinas de sus tiras. Estos pequeños toques ayudan en la conexión emocional que Jhonen le imparte a sus cómics.
En la actualidad, es cocreador de la serie de Randy Cunningham: Ninja Total por ser quien diseñó los personajes de esta serie de Disney. Además, es escritor de la serie de Internet Bravest Warriors del creador de Hora de Aventura, Pendleton Ward.

## Premios y nominaciones
- 1998 Squee! fue nominado por los Premios Eisner como mejor serie nueva y la mejor publicación de humor.
- 2000 I Feel Sick ganó un Premio en International Horror Guild Award como la mejor narrativa ilustrada.
- 2001 Invasor Zim ganó un premio en World Animation Celebration awards.

### Cómic (Historieta)
- Johnny the Homicidal Maniac (Johnny el maniaco homicida, 1995-1997).
- Squee! (1997-1999).
- I Feel Sick (1999-2003).
- Fillerbunny (2000-2005).
- Everything Can Be Beaten (2006-2009).
- Jellyfist (2000-2002).
- Beyond The Fringe (números #5 y #6, 2012)(DC Comics)

## Filmografía
| Año       | Título                          | Rol                                                                            | Notas                               |
| --------- | ------------------------------- | ------------------------------------------------------------------------------ | ----------------------------------- |
| 2001–2002 | Invasor Zim                     | Creador, escritor, diseñador de personajes, productor ejecutivo y actor de voz | Serie de televisión                 |
| 2006      | "Shut Me Up"                    | Director                                                                       | Video musical                       |
| 2011      | "White"                         | Director                                                                       | Video musical                       |
| 2012–2015 | Randy Cunningham: Ninja Total   | Diseñador de personajes (acreditado como Chancre Scolex)                       | Serie de televisión                 |
| 2014      | Bravest Warriors                | Escritor                                                                       | Episodio: "The Puppetyville Horror" |
| 2015      | Very Important House            | Cocreador, director, escritor                                                  | Piloto                              |
| 2015      | TMNT: Don vs Raph               | Escritor, director de voz, diseñador de personajes                             | Cortometraje de televisión          |
| 2019      | Invader Zim: Enter the Florpus! | Director, productor ejecutivo y actor de voz                                   | Película para televisión            |

## Curiosidades
En 2008, la cadena española Antena 3 iba realizar un proyecto que consistía en una película basada en las historietas de Jhonen Vasquez, pero este fue negado, según un comunicado de él, destacaba que las historietas como "Johnny el maníaco homicida" o "Fillerbunny" son de tipo terrorífico y muy satírico. Por su parte, la cadena española dijo que esto sería un fracaso, pero de todas maneras el proyecto podría salir en un par de años.[cita requerida]